# Charlayne Woodard
Pour les articles homonymes, voir Woodard.
Charlayne Woodard [ˈwʊdɑːrd]  est une actrice américaine née le 29 décembre 1953 à Albany (État de New York).

## Filmographie
- 1978 : Cindy (TV) : Cindy
- 1979 : Hair de Miloš Forman : White Boys
- 1982 : Les Jeunes adultes (en) (Hard Feelings) de Daryl Duke : Winona Lockhart
- 1984 : Crackers (Effraction avec préméditation) : Jasmine
- 1988 : God Bless the Child (TV) : Chandra
- 1988 : Lui et moi (Ich und Er) : Dancing Secretary
- 1989 : La Famille Cleveland (Twister) : Lola
- 1991 : Elle et lui (He Said, She Said) : Cindy
- 1991 : Un bon flic (One Good Cop) : Cheryl Clark
- 1965 : Des jours et des vies (Days of Our Lives) (série TV) : Desiree McCall (1991-1992)
- 1993 : Meteor Man : Janice Farrell, Ch. 3 News
- 1994 : Angie : Floor Nurse
- 1994 : Babyfever
- 1995 : Buffalo Girls (TV) : Doosie
- 1996 : Au-delà des lois (Eye for an Eye) : Angel Kosinsky
- 1996 : Run for the Dream: The Gail Devers Story (TV) : Gail Devers
- 1996 : La Chasse aux sorcières (The Crucible) de Nicholas Hytner : Tituba
- 1997 : Touched by Evil (TV) : Det. Duvall
- 1998 : The Wedding (TV)
- 1999 : Around the Fire : Kate

- 1999 - 2011 : New York Unité spéciale : Soeur Peggy

- 2000 : The Million Dollar Hotel : Jean Swift
- 2000 : Incassable (Unbreakable) : la mère d'Elijah
- 2001 : H.M.O. (TV)
- 2002 : Sunshine State de John Sayles : Loretta
- 2002 : New York, unité spéciale (saison 3, épisode 23) : Sœur Peg
- 2002 : New York, unité spéciale (saison 4, épisode 1) : Sœur Peg
- 2003-2004 : New York, unité spéciale (saison 5, épisodes 4 et 21) : Sœur Peg
- 2003 : D.C. Sniper: 23 Days of Fear (TV) : Mildred Muhammad
- 2005 : Lackawanna Blues (TV) : Bill's Woman
- 2005 : New York, unité spéciale (saison 6, épisodes 12 et 18) : Sœur Peg
- 2006 : New York, unité spéciale (saison 8, épisode 7) : Sœur Peg
- 2006 - 2007 : Urgences : Angela Gilliam
- 2011 : New York, unité spéciale (saison 12, épisode 24) : Sœur Peg
- 2018 : Pose : Helena St. Rogers
- 2019 : Glass de M. Night Shyamalan : la mère d'Elijah
- Depuis 2019 : Prodigal Son : Dr Gabrielle Le Deux
- 2023 : Secret Invasion : Varra sous l'apparence du Dr Priscilla Davis Fury, la femme de Nick Fury